# Микроэкскаватор
Микроэкскаватор — самоходная  землеройная машина циклического действия для разработки (копания) грунта (одноковшовый экскаватор), у которой подвижные элементы рабочего оборудования перемещаются с помощью гидравлического привода. Основным назначением которой является разработка и извлечение мягких (земля, песок, глина и др.) грунтов.

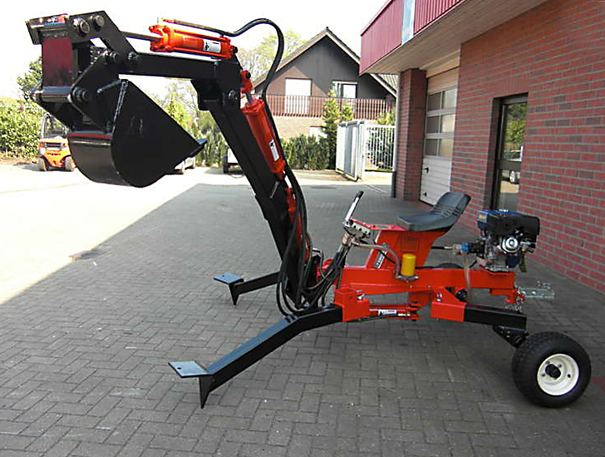

## Общее описание
Согласно классификации по размерным группам используемой в Российской федерации относится к особо легкому, весом до 3т, классу одноковшовых экскаваторов.
Представляют из себя металлическую сварную раму с одной (Landformer, Greyhound) или более (Komatsu, JCB) колесными осями и упорами, рабочее оборудование закрепляется на раме с помощью поворотной колонки. Двигатель, механизмы и рабочее место оператора размещены на раме. Некоторые модели, как например Landformer, допускают использование в качестве навешиваемого на трактор.
Так как микроэкскаваторы не имеют собственного шасси, их перемещение на объекте осуществляется посредством отталкивания стрелой от грунта или вручную. Для перемещения между объектами микроэкскаватор прицепляют к фаркопу автомобиля.

## Область применения
Техника подобного типа создана для эффективной замены ручного труда на объектах частного строительства, укладке коммуникаций, работ по созданию ирригационных систем и иных объектах, где объем разработки (копания) или перемещения грунта, не превышает 50м³ за смену.

## Характеристики
- Мотор — 5-15 л.с.
- Масса 465—850 кг.
- Масса брутто (в упаковке) — 534 кг.
- Операционный радиус — 130 градусов.
- Глубина выкапывания — до 215 см.
- Производительность — 1 куб/10-12 минут, в зависимости от типа грунта.
- Объем ковшей — 20-30 литров (25,35,60 см.)
- Достигаемая (подъемная) высота — до 240 см.

## Преимущества
- Низкая стоимость, в сравнении с миниэкскаваторами.
- Низкая стоимость содержания и обслуживания.
- Высокая скорость выполнения работ, в сравнении с ручным трудом.
- Удобство транспортировки, в сравнении с миниэкскаваторами, для транспортировки которых требуется грузовой автомобиль или прицеп.
- Малый размер, позволяет использовать в ограниченном пространстве.

## Недостатки
- Отсутствие шасси, как следствие меньшая скорость перемещения на объекте.
- Упрощенная гидравлическая система, все операции выполняются последовательно!